# Carlos Enrique Gutiérrez Ortega
Carlos Enrique Gutiérrez Ortega (Dabeiba, 11 luglio 1972) è un ex calciatore colombiano, di ruolo centrocampista.

## Palmarès

### Club

#### Competizioni nazionali
- Campionato colombiano: 1

America de Cali: 1997

#### Competizioni internazionali
- Coppa Merconorte: 2

America de Cali: 1999
Millonarios: 2001